# Ейрік Мандрівник
Ейрік Мандрівник — згідно з сагами, ймовірний відкривач «Шляху із варягів у греки», конунг Норвегії. У циклі «Саг про давні часи» збереглась оповідь про нього, згідно з якою:
- у другій половині VIII століття добрався до Гардарикі (Русі), потім до Міклаґарда (Царгорода (Константинополя)),[1]
- він названий рідним братом Ейстейна, який за сагами — батько Гальвдана Старого та дід Рюрика; у Константинополі його прийняв василевс Візантії.[2]

Можливо, відкривачем «Шляху із варягів у греки» був конунг Івар Широкі Обійми.